# J. R. R. Tolkien's The Lord of the Rings, Vol. I
J. R. R. Tolkien's The Lord of the Rings, Vol. I est un jeu vidéo de rôle développé par Interplay. Initialement prévu pour fonctionner sur Commodore 64, le jeu est finalement publié sur PC par Electronic Arts en 1990  avant d’être porté sur Amiga par Silicon & Synapse. Le jeu est basé sur l’univers de fantasy du roman Le Seigneur des anneaux de J. R. R. Tolkien. Le joueur suit Frodon Sacquet alors qu’il quitte Cul-de-Sac et peut recruter de nouveaux compagnons au fur et à mesure qu’il avance dans le jeu
Le jeu a également été adapté sur Super Nintendo en 1994.
Il a pour suite J. R. R. Tolkien's The Lord of the Rings, Vol. II: The Two Towers.

## Trame
Le jeu reprends l'histoire du roman La Communauté de l'Anneau, tout en rajoutant des personnages et des lieux inexistants dans l'œuvre originale pour surprendre les personnes ayant déjà lu le livre.
Le jeu débute dans la Comté, juste après l'instant où Frodo vend Cul-de-sac et part à l'aventure. Il est possible de visiter différents lieux dans la Comté, dont chaque maison est détaillée, après quoi le joueur rejoint Fondcombe. Sur le trajet se trouvent plusieurs lieux visitables, dont le repaire des trolls. Le jeu se termine au même moment que le premier livre, lorsque la communauté atteint les chutes du rauros.
Le jeu inclut les ennemis présents dans le livre, comme des orcs, des wargs et les cavaliers noirs, mais aussi d'autres monstres de l'univers de Tolkien comme des dragons et des vampires.
Le jeu inclut les personnages du roman, mais leur présence dans l'équipe du joueur n'est pas toujours obligatoire, et d'autres personnages peuvent être ajoutés à la place.

## Système de jeu

### Contrôles
Le jeu est un jeu de rôle en vue de dessus. Les personnages se déplacent dans des décors réalistes en semi 3D aérienne. Le jeu comporte également des cinématiques.
Il est possible de contrôler jusqu'à 10 personnages simultanément. Les personnages ne peuvent pas se déplacer en diagonale, et pour changer de pièce les personnages doivent toujours se trouver précisément en face de la porte. Ces contrôles rendent difficile le fait de suivre les routes présentes sur la carte, qui sont souvent en diagonale.
Le jeu se joue intégralement à la souris, le clic gauche permettant de déplacer les personnages et le clic droit d'ouvrir un menu, qui s'affiche alors sur la moitié inférieure de l'écran en mettant le jeu en pause. Des icônes permettent de choisir les options dans ce menu, telles que le combat, le dialogue, la gestion des compétences ou de la magie. Par ce menu, les personnages peuvent aussi discuter ainsi que prendre, échanger ou abandonner des objets. Prendre le contrôle d'un autre personnage se fait aussi via une de ces icônes, ainsi que le choix d'un chef de groupe. Une fois une action choisie, la cible de l'action doit être choisie dans une liste.
Le jeu dispose de deux emplacements de sauvegarde ; l'adaptation sur Super Nintendo n'en possède aucun et utilise à la place des mots de passe.
Les objets au sol ne s'affichent pas sur l'écran, pour les voir il faut passer par les menus et utiliser la compétence « perception ».

### Compétences
Les personnages possèdent six caractéristiques: dextérité, endurance, points de vie, force, chance et volonté. De plus, chaque personnage dispose d'attributs qui lui sont spécifiques, par exemple la possibilité de crocheter des serrures. Chaque personnage est également spécialisé dans l'utilisation de certaines armes. Les personnages disposent aussi de connaissances spécifiques liées à leur culture, leur permettant par exemple de traduire la langue de leur peuple en langue commune.
La plupart des compétences sont passives et sont activées automatiquement par le jeu, mais certaines sont activables par le joueur, par exemple le saut ou le crochetage. Il est possible d'obtenir ou d'acheter des compétences pendant le jeu. Il faut sélectionner un personnage avant de pouvoir activer les compétences actives qui lui sont associées.

#### Sur Super Nintendo
Sur l'adaptation sur Super Nintendo, les personnages n'ont que trois caractéristiques: les points de vie, l'attaque et la défense. Les personnages peuvent gagner de l'expérience, qui fait augmenter automatiquement ces valeurs. Les compétences n'existent plus: toutes les actions se font automatiquement, peu importe le personnage sélectionné.

### Combats
Les combats se font au tour par tour, la priorité étant donnée au personnage ayant le plus d'agilité.
Pendant les combats, un menu spécifique au combat permet d'attaquer, de lancer des sorts ou de gérer son équipement. Pour porter un coup, un personnage doit d'abord être correctement positionné par rapport à sa cible.
Les personnages ont un certain nombre de points de vie, si ceux ci sont trop bas le personnage peut tomber inconscient, voire mourir. En cas de mort du personnage principal, le jeu se ferme automatiquement.

#### Sur Super Nintendo
Le combat se fait en temps réel, deux actions sont possibles: attaquer et parer. En cas de mort du personnage principal, le jeu reprend au dernier point de contrôle, mais les personnages gardent les points d'expérience obtenus depuis. Si un autre personnage meurt, il disparait et il est impossible de le récupérer.

### Quêtes
Le jeu possède un système de quêtes, dont la plupart sont optionnelles. Les compléter permet d'obtenir des objets et des informations utiles pour la quête principale.
Les dialogues fonctionnent via un système de mots-clés à choisir dans une liste.
Le jeu possède des donjons.
Dans l'adaptation sur Super Nintendo, il n'y a pas de dialogues, les personnages rencontrés communiquent automatiquement leurs informations au joueur. 

### Son et musique
Des sons sont joués lors de la navigation dans les menus, ainsi que des musiques lorsque certains actions sont accomplies. Les cinématiques, notamment celle d'introduction, sont accompagnées de musique.

### Multijoueur
Le jeu ne dispose pas d'un mode multijoueur, mais son adaptation sur Super Nintendo en possède un, permettant de faire contrôler jusqu'à cinq personnages du groupe par d'autres joueurs.

## Accueil
D'après le magazine Joystick, le jeu ravira les fans de Tolkien mais également les amateurs d'aventure. Pour Charles Ardai de Computer Gaming World, les combats du jeu sont « smooth and fair » (« fluides et équilibrés »), l'interface est agréable à utiliser et le jeu respecte fidèlement l'œuvre originale, mais cela a des conséquences négatives: l'histoire est déjà connue et les quêtes ajoutées par rapport à la version de Tolkien ne sont narrativement pas à la hauteur. Paul Boughton de CU Amiga apprécie la fidélité à l'œuvre originale, comme l'utilisation rare de la magie, ce qui va à l'encontre des tendances des RPG de l'époque, ainsi que l'accessibilité de l'interface. D'après la critique du jeu par le magazine Génération 4, les graphismes sont superbes et les dialogues sont « dans l'esprit des romans ». Pour Olivier Hautefeuille de Tilt, le jeu est « bien plus visuel et soigné que la plupart de ses confrères ». Jason Simmons de Amiga Action critique la mauvaise qualité du portage sur Amiga, qui n'est pas capable de traiter toute l'information requise par le jeu et lague donc en permanence. De même, Paul Lyons de Amiga Format reproche au jeu son utilisation intensive du disque dur, qui ralentit le jeu à chaque fois qu'un personnage apparaît ou qu'un effet sonore est joué. John Davison de Games-X (en) remarque le même problème lors de l'ouverture des menus. De plus, selon lui, la Comté dans le jeu est trop grande et comporte trop de bâtiments vides, ce qui n'est pas fidèle à l'œuvre originale.